# Bernard (fils de Charles Martel)
Pour les articles homonymes, voir Bernard.
Bernard ou Bernhard († 787) est un comte carolingien (Comte de Saint-Quentin), fils de Charles Martel, maire du palais d'Austrasie, de Neustrie et de Bourgogne, et de Chrotais.
En 774, à la demande du pape Adrien Ier, il est envoyé par Charlemagne à la tête d'une armée pour combattre les Lombards. Selon les Annales mosellani, il meurt en 787.
Avec une première épouse d'origine franque dont on ne connaît pas le nom, il a un fils :
- Adalard (v. 752 † 2 janvier 826), missus dominicus, comte du palais de Charlemagne et abbé de Corbie.

Avec une seconde épouse d'origine saxonne, il a quatre enfants :
- Wala (v. 772 † 31 août 836), abbé de Corbie ;
- Gundrade († ap.814), vierge et religieuse ;
- Bernard (v. 776 † ap.821), moine à l'abbaye de Corbie en 801 ;
- Théodrade, abbesse de Notre-Dame de Soissons après avoir été mariée et mère d'une fille, Imme, qui lui a ensuite succédé comme abbesse.